# 33591 Landsberger
33591 Landsberger è un asteroide della fascia principale. Scoperto nel 1999, presenta un'orbita caratterizzata da un semiasse maggiore pari a 2,3353116 UA e da un'eccentricità di 0,1305402, inclinata di 7,69568° rispetto all'eclittica.